# غابي بيل
غابي بيل (3 يوليو 1995 في أستراليا - ) (بالإنجليزية: Gabe Bell)‏ هو لاعب كريكت أسترالي. لعب مع فريق تسمانيا للكريكت.

## وصلات خارجية
- غابي بيل على موقع إي آس بي آن كريك إنفو (الإنجليزية)